# Liste deutscher U-Boote (1935–1945)/U 751–U 1000
Deutsche U-Boote (1935–1945):
U 1–U 250 | U 251–U 500 | U 501–U 750 | U 751–U 1000 | U 1001–U 1250 | U 1251–U 1500 | U 1501–U 4870

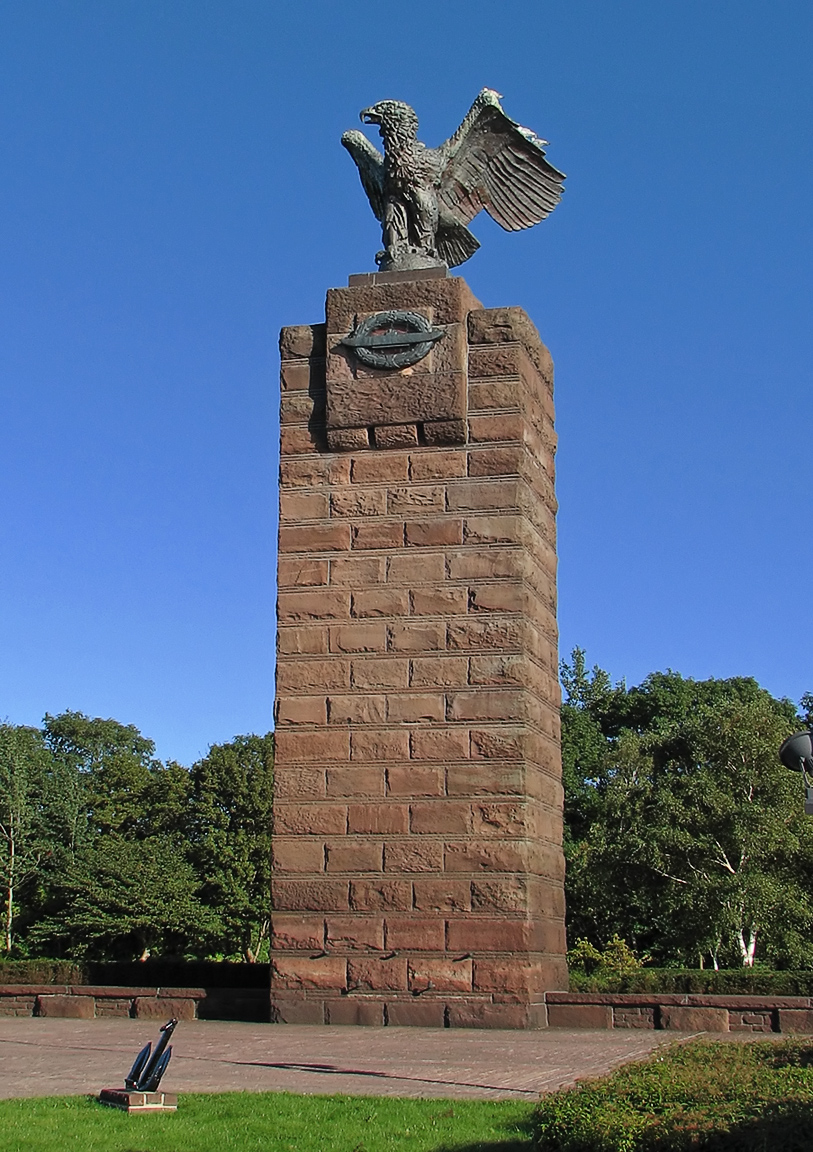
U-Boot-Ehrenmal Möltenort

Die Liste deutscher U-Boote (1935–1945)/U 751–U 1000 verzeichnet die von der Kriegsmarine im Zweiten Weltkrieg eingesetzten U-Boote U 751 bis U 1000. Crewlisten deutscher U-Boote sind zu finden im Historischen Marine Archiv.

## Legende
Zum Schicksal der U-Boote (Stichdatum 8. Mai 1945):
- † = durch Feindeinwirkung zerstört
- ? = im Einsatz vermisst
- § = vom Feind aufgebracht, gekapert oder erbeutet
- × = Unfall oder selbst versenkt
- A = Außerdienststellung (verschrottet, abgewrackt oder einer anderen Verwendung zugeführt)

## U 751–U 800
| Schiff        | Klasse   | Indienststellung | Außerdienststellung             |     | Bemerkung |
| ------------- | -------- | ---------------- | ------------------------------- | --- | --- |
| U 751         | VII C    | 31. Jan. 1941    | 17. Juli 1942                   | †   | 7 Feindfahrten; 5 Schiffe mit zusammen 21.412 BRT und den Hilfsflugzeugträger Audacity mit 11.000 t versenkt; 1 Schiff beschädigt. Nordwestlich Kap Ortegal auf der Position 45° 14′ N, 12° 22′ W durch Wasserbomben britischer Flugzeuge vom Typ Armstrong Whitworth Whitley und Avro Lancaster (Sqdn. 61/F & 502/H) versenkt (48 Tote)                   |
| U 752         | VII C    | 24. Mai 1941     | 23. Mai 1943                    | †   | 7 Feindfahrten, 6 Schiffe mit zusammen 32.358 BRT, 2 Hilfskriegsschiffe mit zusammen 1.134 BRT versenkt. 1 Schiff mit 4.799 BRT beschädigt. Im Nordatlantik auf der Position 51° 40′ N, 29° 49′ W durch eine Fairey Swordfish (FAA-Sqdn. 819) des britischen Geleitträgers HMS Archer mit Raketen versenkt. (29 Tote, 17 Überlebende)                      |
| U 753         | VII C    | 18. Juni 1941    | 13. Mai 1943                    | †   | 7 Feindfahrten, 3 Schiffe mit zusammen 23.117 BRT versenkt, 2 Schiffe mit zusammen 6.908 BRT beschädigt. Im Nordatlantik auf der Position 48° 37′ N, 22° 39′ W mit Wasserbomben der kanadischen Korvette HMCS Dumheller, der britischen Fregatte HMS Lagan und eines kanadischen Sunderland-Flugbootes (RCAF SQDN. 423/G) versenkt (47 Tote, Totalverlust) |
| U 754         | VII C    | 28. Aug. 1941    | 31. Juli 1942                   | †   | 3 Feindfahrten, 13 Schiffe mit zusammen 55.659 BRT versenkt, 1 Schiff mit 490 BRT beschädigt. Nördlich Boston auf der Position 43° 2′ N, 64° 52′ W durch ein kanadisches Flugzeug vom Typ Lockheed PBO-1 Hudson versenkt (43 Tote, Totalverlust) |
| U 755         | VII C    | 3. Nov. 1941     | 28. Mai 1943                    | †   | 5 Feindfahrten, 1 Schiff mit 928 BRT und 2 Hilfskriegsschiffe mit zusammen 2.974 BRT versenkt. Im Mittelmeer nordwestlich Mallorca auf der Position 39° 58′ N, 1° 41′ O durch Raketen einer britischen Lockheed PBO-1 Hudson versenkt (40 Tote, 9 Überlebende)                                                                                             |
| U 756         | VII C    | 30. Dez. 1941    | 1. Sep. 1942                    | †   | 1 Feindfahrt, keine Erfolge. Im Nordatlantik auf der Position 57° 41′ N, 31° 30′ W durch die kanadische Korvette HMCS Morden versenkt (43 Tote, Totalverlust) |
| U 757         | VII C    | 18. Feb. 1942    | 8. Jan. 1944                    | †   | 9 Feindfahrten, 2 Schiffe mit zusammen 11.313 BRT und ein Kriegsschiff mit 291 t (an Bord eines Transportschiffs) versenkt. Südwestlich Island auf der Position 50° 33′ N, 18° 3′ W mit Wasserbomben der britischen Fregatte HMS Bayntun und der kanadischen Korvette HMCS Camrose versenkt (49 Tote, Totalverlust)                                        |
| U 758         | VII C    | 5. Mai 1942      | 16. März 1945                   | †   | 7 Feindfahrten, 2 Schiffe mit zusammen 13.989 BRT versenkt. In Kiel nach schweren Beschädigungen infolge eines britischen Luftangriffes aufgegeben. 1946–1947 abgebrochen. Teilnahme an der Weihnachtsringsendung 1942 |
| U 759         | VII C    | 15. Aug. 1942    | 15. Juli 1943                   | †   | 2 Feindfahrten, 2 Schiffe mit zusammen 12.764 BRT versenkt. In der Karibik östlich Jamaika auf der Position 15° 58′ N, 73° 44′ W durch Wasserbomben eines Flugzeuges vom Typ Martin PBM Mariner P-10 der Staffel VP-32 versenkt (47 Tote, Totalverlust) |
| U 760         | VII C    | 15. Okt. 1942    | 8. Sep. 1943 bzw. 23. Juli 1945 | A § | 1943 von den Spaniern übernommen, bis Ende des Zweiten Weltkrieges in Ferrol angelegt und am 23. Juli 1945 nach England überführt. Am 13. Dezember 1945 im Rahmen der Operation Deadlight auf der Position 55° 50′ N, 10° 5′ W versenkt |
| U 761         | VII C    | 3. Dez. 1942     | 24. Feb. 1944                   | ×   | Im Mittelatlantik, nahe Tanger (Marokko), auf der Position 35° 55′ N, 5° 45′ W selbst versenkt als die britischen Zerstörer Anthony und Wishart anrückten (9 Tote, 48 Überlebende) |
| U 762         | VII C    | 30. Jan. 1943    | 8. Feb. 1944                    | †   | Im Nordatlantik auf der Position 49° 2′ N, 16° 58′ W durch Wasserbomben der britischen Sloops Woodpecker und Wild Goose versenkt (51 Tote) |
| U 763         | VII C    | 13. März 1943    | 29. Jan. 1945                   | ×   | In Königsberg auf der Position 54° 42′ N, 20° 32′ O nach einer Beschädigung durch sowjetische Bomben selbstversenkt |
| U 764         | VII C    | 6. Mai 1943      | 14. Mai 1945                    | §   | In Lisahally (Nordirland) an die Alliierten übergeben, nach Loch Foyle (Irland) überführt und am 2. Februar 1946 im Rahmen der Operation Deadlight auf der Position 56° 6′ N, 9° 0′ W versenkt |
| U 765         | VII C    | 19. Juni 1943    | 6. Mai 1944                     | †   | 1 Feindfahrt; keine Erfolge. Im Nordatlantik auf der Position 52° 30′ N, 28° 28′ W durch Wasserbomben zweier Fairey Swordfish (Sqdn. 825) des britischen Flugzeugträgers HMS Vindex und der britischen Fregatten HMS Bickerton, HMS Bligh und HMS Aylmer versenkt (37 Tote, 11 Überlebende)                                                                |
| U 766         | VII C    | 30. Juli 1943    | 21. Aug. 1944                   | §   | Konnte den Hafen von La Pallice nicht verlassen und wurde an Frankreich übergeben. Dort später als Laubie weiter im Einsatz |
| U 767         | VII C    | 11. Sep. 1943    | 18. Juni 1944                   | †   | Im Ärmelkanal, südwestlich Guernsey, auf der Position 49° 3′ N, 3° 13′ W durch Wasserbomben der britischen Zerstörer Fame, Inconstant und Havelock versenkt (49 Tote, 1 Überlebender) |
| U 768         | VII C    | 14. Okt. 1943    | 20. Nov. 1943                   | ×   | Keine Feindfahrten. In der Danziger Bucht auf der Position 54° 30′ N, 19° 15′ O nach einer Kollision mit U 745 gesunken (keine Toten) |
| U 769 – U 770 | VII C    |                  |                                 |     | Am 15. August 1940 in Auftrag gegeben, während eines Luftangriffes auf Wilhelmshaven am 27. Januar 1943 schwer beschädigt. Bau am 30. September 1943 ausgesetzt und am 22. Juli 1944 abgebrochen |
| U 771         | VII C    | 18. Nov. 1943    | 11. Nov. 1944                   | †   | In der Arktis im Andfjord nahe Harstad (Norwegen) auf der Position 69° 17′ N, 16° 28′ O durch Torpedos des britischen U-Bootes Venturer versenkt (51 Tote) |
| U 772         | VII C    | 23. Dez. 1943    | 17. Dez. 1944                   | †   | Im Nordatlantik, südlich Cork (Irland), auf der Position 51° 16′ N, 8° 5′ W durch Wasserbomben der britischen Fregatte HMS Nyasaland versenkt (48 Tote) |
| U 773         | VII C    | 20. Jan. 1944    | 8. Mai 1945                     | §   | In Trondheim (Norwegen) an die Alliierten übergeben, nach Loch Ryan (Schottland) überführt und am 8. Dezember 1945 im Rahmen der Operation Deadlight auf der Position 56° 10′ N, 10° 5′ W versenkt |
| U 774         | VII C    | 17. Feb. 1944    | 8. Apr. 1945                    | †   | 1 Feindfahrt; keine Erfolge. Im Nordatlantik, südwestlich Irland, auf der Position 49° 58′ N, 11° 51′ W durch Wasserbomben der britischen Fregatten HMS Calder und HMS Bentinck versenkt (44 Tote) |
| U 775         | VII C    | 23. März 1944    | 8. Mai 1944                     | §   | In Trondheim (Norwegen) an die Alliierten übergeben, nach Loch Ryan (Schottland) überführt und am 8. Dezember 1945 im Rahmen der Operation Deadlight auf der Position 55° 40′ N, 8° 25′ W versenkt |
| U 776         | VII C    | 13. Apr. 1944    | 20. Mai 1945                    | §   | In Weymouth (England) an die Alliierten übergeben |
| U 777         | VII C    | 9. Mai 1944      | 15. Okt. 1944                   | †   | Nahe Wilhelmshaven auf der Position 53° 51′ N, 8° 10′ O während eines Luftangriffes durch britische Bomben versenkt |
| U 778         | VII C    | 7. Juli 1944     | 8. Mai 1945                     | §   | In Bergen (Norwegen) an die Alliierten übergeben, nach Loch Ryan (Schottland) überführt und am 4. Dezember 1945 im Rahmen der Operation Deadlight auf der Position 55° 32′ N, 7° 7′ W versenkt |
| U 779         | VII C    | 24. Aug. 1944    | 8. Mai 1945                     | §   | In Wilhelmshaven an die Alliierten übergeben, nach Loch Ryan (Schottland) überführt und am 17. Dezember 1945 im Rahmen der Operation Deadlight auf der Position 55° 50′ N, 10° 5′ W versenkt |
| U 780         | VII C    |                  |                                 |     | Am 20. Januar 1941 in Auftrag gegeben, Kiellegung 25. August 1943. Bau am 30. September 1943 ausgesetzt und am 22. Juli 1944 abgebrochen |
| U 781         | VII C    |                  |                                 |     | Am 20. Januar 1941 in Auftrag gegeben, Kiellegung 10. September 1943. Bau am 30. September 1943 ausgesetzt und am 22. Juli 1944 abgebrochen |
| U 782         | VII C    |                  |                                 |     | Am 20. Januar 1941 in Auftrag gegeben, Kiellegung Ende 1943. Bau am 30. September 1943 ausgesetzt und am 22. Juli 1944 abgebrochen |
| U 783 – U 788 | VII C/42 |                  |                                 |     | Am 22. Februar 1943 in Auftrag gegeben. Bau noch vor Beginn am 30. September 1943 ausgesetzt und am 6. November 1943 abgebrochen |
| U 789 – U 790 | VII C/42 |                  |                                 |     | Am 17. April 1943 in Auftrag gegeben. Bau noch vor Beginn am 30. September 1943 ausgesetzt und am 6. November 1943 abgebrochen |
| U 791         | V 300    |                  |                                 |     | Testschiff für Walter-Antrieb. Bau am 7. August 1942 abgebrochen |
| U 792         | XVIIa    | 16. Nov. 1943    | 4. Mai 1945                     | ×   | Testschiff für Walter-Antrieb. Selbstversenkt auf der Position 54° 19′ N, 9° 43′ O nahe Rendsburg |
| U 793         | XVIIa    | 24. Apr. 1944    | 4. Mai 1945                     | ×   | Testschiff für Walter-Antrieb. Selbstversenkt auf der Position 54° 19′ N, 9° 43′ O nahe Rendsburg |
| U 794         | XVIIa    | 14. Nov. 1943    | 5. Mai 1945                     | ×   | Testschiff für Walter-Antrieb. Selbstversenkt in der Geltinger Bucht |
| U 795         | XVIIa    | 2. Apr. 1944     | 5. Mai 1945                     | ×   | Testschiff für Walter-Antrieb. Selbstvernichtet in der Germaniawerft in Kiel, später verschrottet |
| U 796         | XVIIIa   |                  |                                 |     | Testschiff, Bau abgebrochen |
| U 797         | XVIIIa   |                  |                                 |     | Testschiff, Bau abgebrochen |
| U 798         | XVII K   |                  |                                 |     | Am 15. Februar 1944 in Auftrag gegeben, Kiellegung 23. April 1944. Bis Mai 1945 noch nicht fertiggestellt |
| U 799 – U 800 |          |                  |                                 |     | Bauauftrag nicht vergeben |

## U 801–U 850
| Schiff        | Klasse   | Indienststellung | Außerdienststellung |   | Bemerkung |
| ------------- | -------- | ---------------- | ------------------- | - | --- |
| U 801         | IX C/40  | 24. März 1943    | 17. März 1944       | † | Im Mittelatlantik, nahe der Kapverden, bei 16° 42′ N, 30° 28′ W durch Torpedos von zwei Flugzeugen des Typs TBF Avenger, der Staffel VC-9, des US-amerikanischen Flugzeugträgers Block Island und durch Wasserbomben und Geschützfeuer des US-Zerstörers Corry und des amerikanischen Geleitzerstörers Bronstein beschädigt und anschließend von der Besatzung selbst versenkt (10 Tote, 47 Überlebende) |
| U 802         | IX C/40  | 12. Juni 1943    | 11. Mai 1945        | A | In Loch Eriboll (Schottland) an die Royal Navy übergeben. Im Rahmen der Operation Deadlight bei 55° 30′ N, 8° 25′ W am 31. Dezember 1945 versenkt |
| U 803         | IX C/40  | 7. Sep. 1943     | 27. Apr. 1944       | † | In der Ostsee, nahe Swinemünde, bei 53° 55′ N, 14° 17′ O auf eine Mine gelaufen (9 Tote, 35 Überlebende) |
| U 804         | IX C/40  | 4. Dez. 1943     | 9. Apr. 1945        | † | Im Kattegat bei 57° 58′ N, 11° 15′ O durch Raketen von 13 britischen De-Havilland-Mosquito-Flugzeugen (Schwadron 143, 235 & 248) versenkt (55 Tote) |
| U 805         | IX C/40  | 12. Feb. 1944    | 14. Mai 1945        | A | Ergab sich nahe Portsmouth, (New Hampshire, Vereinigte Staaten) bei 43° 4′ N, 70° 43′ W der US Navy |
| U 806         | IX C/40  | 29. Apr. 1944    | 8. Mai 1945         | A | In Wilhelmshaven an die Royal Navy übergeben. Am 21. Dezember 1945 im Rahmen der Operation Deadlight bei 55° 44′ N, 8° 18′ W versenkt |
| U 807 – U 808 | IX C/40  |                  |                     |   | Am 10. April 1941 in Auftrag gegeben, Kiellegung 1943. Bau am 30. September 1943 ausgesetzt und am 22. Juli 1944 abgebrochen |
| U 809 – U 812 | IX C/40  |                  |                     |   | Am 25. August 1941 in Auftrag gegeben. Bau noch vor Beginn am 30. September 1943 ausgesetzt und am 22. Juli 1944 abgebrochen |
| U 813 – U 816 | IX C/40  |                  |                     |   | Am 17. April 1943 in Auftrag gegeben. Bau noch vor Beginn am 30. September 1943 ausgesetzt und am 6. November 1943 abgebrochen |
| U 817 – U 820 |          |                  |                     |   | Bauauftrag nicht vergeben |
| U 821         | VII C    | 11. Okt. 1943    | 10. Juni 1944       | † | Im Ärmelkanal, nahe Ouessant, vom 248. RAF-Geschwader durch Luftangriff versenkt. Die teilweise durch ein Vorpostenboot geretteten Besatzungsmitglieder starben bei dessen Versenkung durch Luftangriff des 248. RAF-Geschwaders (50 Tote, 1 Überlebender). |
| U 822         | VII C    | 1. Juli 1944     | 3. Mai 1945         | × | |
| U 823         | VII C    |                  |                     |   | Am 20. Januar 1941 in Auftrag gegeben, Kiellegung 11. November 1941. Bau am 6. November 1943 ausgesetzt und am 22. Juli 1944 abgebrochen |
| U 824         | VII C    |                  |                     |   | Am 20. Januar 1941 in Auftrag gegeben, Kiellegung 24. November 1941. Bau am 6. November 1943 ausgesetzt und am 22. Juli 1944 abgebrochen |
| U 825         | VII C    | 4. Mai 1944      | 10. Mai 1945        | A | In Portland an die Alliierten übergeben. Am 3. Januar 1946 im Rahmen der Operation Deadlight bei 55° 31′ N, 7° 30′ W versenkt |
| U 826         | VII C    | 11. Mai 1944     | 11. Mai 1945        | A | In Loch Eriboll (Schottland) an die Royal Navy übergeben. Am 1. Dezember 1945 im Rahmen der Operation Deadlight bei 56° 10′ N, 10° 5′ W versenkt |
| U 827         | VII C/41 | 25. Mai 1944     | 5. Mai 1945         | × | In der Flensburger Förde selbst versenkt, Wrack 1948 abgebrochen |
| U 828         | VII C/41 | 17. Juni 1944    | 3. Mai 1945         | × | Nahe Wesermünde bei 53° 32′ N, 8° 35′ O selbst versenkt, Wrack 1948 abgebrochen |
| U 829 – U 832 | VII C/41 |                  |                     |   | Am 6. August 1942 in Auftrag gegeben. Bau noch vor Beginn am 30. September 1943 ausgesetzt und am 22. Juli 1944 abgebrochen |
| U 833 – U 840 | VII C/41 |                  |                     |   | Am 22. September 1942 in Auftrag gegeben. Bau noch vor Beginn am 30. September 1943 ausgesetzt und am 22. Juli 1944 abgebrochen |
| U 841         | IX C/40  | 6. Feb. 1943     | 17. Okt. 1943       | † | Im Nordatlantik, östlich von Kap Farvel (Grönland), bei 59° 57′ N, 31° 6′ W durch Wasserbomben der britischen Fregatte HMS Byard versenkt (27 Tote, 27 Überlebende) |
| U 842         | IX C/40  | 1. März 1943     | 6. Nov. 1943        | † | Im westlichen Nordatlantik bei 43° 42′ N, 42° 8′ W durch Wasserbomben der britischen Sloops Starling und Wild Goose versenkt (56 Tote) |
| U 843         | IX C/40  | 24. März 1943    | 9. Apr. 1945        | † | Im Kattegat, westlich von Göteborg (Schweden), bei 57° 58′ N, 11° 15′ O durch Raketen eines britischen Flugzeug des Typs De Havilland DH.98 Mosquito (Schwadron 143, 235 oder 248) versenkt (44 Tote, 12 Überlebende) |
| U 844         | IX C/40  | 7. Apr. 1943     | 16. Okt. 1943       | † | Südwestlich von Island bei 58° 30′ N, 27° 16′ W durch Wasserbomben von zwei britischen Flugzeugen des Typs B-24 Liberator (Schwadron 59/S und 86/L) versenkt (53 Tote) |
| U 845         | IX C/40  | 1. Mai 1943      | 10. März 1944       | † | Im Nordatlantik bei 48° 20′ N, 20° 33′ W durch Wasserbomben des britischen Zerstörers Forester, des kanadischen Zerstörers St. Laurent, der kanadischen Korvette Owenssound und der kanadischen Fregatte Swansea versenkt (10 Tote, 45 Überlebende) |
| U 846         | IX C/40  | 29. Mai 1943     | 4. Mai 1944         | † | In der Biskaya, nördlich von Kap Ortegal (Spanien), bei 46° 4′ N, 9° 20′ W durch Wasserbomben eines kanadischen Flugzeugs vom Typ Vickers Wellington (RCAF Schwadron 407/M) versenkt (57 Tote) |
| U 847         | IX D2    | 23. Jan. 1943    | 27. Aug. 1943       | † | In der Sargassosee bei 28° 19′ N, 37° 58′ W durch Torpedos von Grumman-TBF-Avenger- und Grumman-F4F-Wildcat-Flugzeugen der Staffel VC-1 des US-amerikanischen Flugzeugträgers USS Card versenkt (62 Tote) |
| U 848         | IX D2    | 20. Feb. 1943    | 5. Nov. 1943        | † | Im Südatlantik, südwestlich Ascension, etwa bei 10° 9′ S, 18° 0′ W durch Wasserbomben von drei B-24 Liberator- und zwei B-25-Mitchell-Flugzeugen versenkt (63 Tote) |
| U 849         | IX D2    | 11. März 1943    | 25. Nov. 1943       | † | Im Südatlantik, westlich der Kongo-Mündung, bei 6° 30′ S, 5° 40′ W durch Wasserbomben eines B-24-Liberator-Flugzeuges der Staffel VP-107/B-6 versenkt (63 Tote) |
| U 850         | IX D2    | 17. Apr. 1943    | 20. Dez. 1943       | † | Im Mittelatlantik, westlich Madeira (Portugal), bei 32° 54′ N, 37° 1′ W durch Wasserbomben und Torpedos von fünf Grumman TBF Avenger und Grumman-F4F-Wildcat-Flugzeugen der Staffel VC-19 des US-amerikanischen Flugzeugträgers Bogue versenkt (66 Tote) |

## U 851–U 900
| Schiff | Klasse  | Indienststellung | Außerdienststellung |   | Bemerkung |
| ------ | ------- | ---------------- | ------------------- | - | --- |
| U 851  | IX D2   | 31. Mai 1943     | 27. März 1944       | ? | Vermisst, vermutlich nach dem 27. März 1944 oder im April 1944 im Nordatlantik gesunken (70 Tote) |
| U 852  | IX D2   | 15. Juni 1943    | 3. Mai 1944         | × | Im Arabischen Meer, nahe der Ostküste Somalias, bei 9° 32′ N, 50° 59′ O selbst versenkt. Zuvor während eines Luftangriffes durch sechs Flugzeuge vom Typ Vickers Wellington (Schwadron 621 & 8) auf Grund gelaufen (7 Tote, 59 Überlebende)                                          |
| U 853  | IX C/40 | 25. Juni 1943    | 6. Mai 1945         | † | Im Nordatlantik, südöstlich New London (Connecticut, Vereinigte Staaten), bei 41° 13′ N, 71° 27′ W durch Wasserbomben des amerikanischen Geleitzerstörers USS Atherton und der amerikanischen Fregatte USS Moberly, sowie der US-Militärluftschiffe K-16 und K-58 versenkt (55 Tote) |
| U 854  | IX C/40 | 19. Juli 1943    | 4. Feb. 1944        | † | In der Ostsee, nördlich Swinemünde, bei 54° 44′ N, 14° 16′ O auf eine Mine gelaufen (51 Tote, 7 Überlebende) |
| U 855  | IX C/40 | 2. Aug. 1943     | 11. Sep. 1944       | ? | Seit dem 11. September 1944 im Gebiet westlich von Bergen (Norwegen) vermisst (56 Tote) |
| U 856  | IX C/40 | 19. Aug. 1943    | 7. Apr. 1944        | † | Im Nordatlantik, östlich New York, bei 40° 18′ N, 62° 22′ W durch Wasserbomben des US-Zerstörers USS Champlin und des US-Geleitzerstörers USS Huse versenkt (27 Tote, 28 Überlebende)                                                                                                |
| U 857  | IX C/40 | 16. Sep. 1943    | 7. Apr. 1945        | ? | Seit April 1945 im Nordatlantik nahe der Ostküste der USA vermisst (59 Tote) |
| U 858  | IX C/40 | 30. Sep. 1943    | 14. Mai 1945        | A | In Delaware (Vereinigte Staaten) an die US Navy übergeben. Ende 1947 versenkt, nachdem es für Torpedoversuche nahe New England genutzt wurde |
| U 859  | IX D2   | 8. Juli 1943     | 23. Sep. 1944       | † | In der Straße von Malakka nahe Penang bei 5° 46′ N, 100° 4′ O durch Torpedos der britischen U-Bootes HMS Trenchant versenkt (47 Tote, 20 Überlebende) |
| U 860  | IX D2   | 12. Aug. 1943    | 15. Juni 1944       | † | Im Südatlantik, südlich St. Helena, bei 25° 27′ S, 5° 30′ W durch Wasserbomben und Raketen von sieben Grumman-TBF-Avenger- und Grumman-F4F-Wildcat-Flugzeugen des US-Flugzeugträgers Solomons versenkt (42 Tote, 20 Überlebende)                                                     |
| U 861  | IX D2   | 2. Sep. 1943     | 6. Mai 1945         | A | In Trondheim außer Dienst gestellt, nach Lisahally (Nordirland) überführt und am 31. Dezember 1945 im Rahmen der Operation Deadlight bei 55° 25′ N, 7° 15′ W versenkt |
| U 862  | IX D2   | 7. Okt. 1943     | 6. Mai 1945         | A | Am 6. Mai 1945 von Japan übernommen und am 15. Juli 1945 als I 502 in Dienst gestellt. |
| U 863  | IX D2   | 3. Nov. 1943     | 29. Sep. 1944       | † | Im Südatlantik, südöstlich Recife (Brasilien), bei 10° 45′ S, 25° 30′ W durch Wasserbomben von zwei US-amerikanischen B-24-Liberator-Flugzeugen der Staffel VB-107/B-9 versenkt (69 Tote)                                                                                            |
| U 864  | IX D2   | 9. Dez. 1943     | 9. Feb. 1945        | † | Nordwestlich Bergen (Norwegen) bei 60° 46′ N, 4° 35′ O durch Torpedos des britischen U-Bootes Venturer versenkt (73 Tote) |
| U 865  | IX C/40 | 25. Okt. 1943    | 9. Sep. 1944        | ? | Seit dem Verlassen von Trondheim (Norwegen) am 9. September 1944 vermisst (59 Tote) |
| U 866  | IX C/40 | 17. Nov. 1943    | 18. März 1945       | † | Im Nordatlantik, nordöstlich Boston (Vereinigte Staaten), bei 43° 18′ N, 61° 8′ W durch Wasserbomben der US-Geleitzerstörer USS Lowe, USS Menges, USS Pride und USS Mosley versenkt (55 Tote)                                                                                        |
| U 867  | IX C/40 | 12. Dez. 1943    | 19. Sep. 1944       | † | Nordwestlich Bergen (Norwegen) bei 62° 15′ N, 1° 50′ O durch Wasserbomben eines britischen B-24-Liberator-Flugzeuges (Schwadron 224/Q) versenkt (60 Tote) |
| U 868  | IX C/40 | 23. Dez. 1943    | 5. Mai 1945         | A | In Bergen (Norwegen) außer Dienst gestellt, nach Loch Ryan überführt und am 30. November 1945 im Rahmen der Operation Deadlight bei 55° 48′ N, 8° 33′ W versenkt |
| U 869  | IX C/40 | 26. Jan. 1944    | 11. Feb. 1945       | † | Vor New Jersey bei 39° 33′ N, 73° 2′ W durch Wasserbomben der US-Zerstörer USS Howard D. Crow und USS Koiner oder vermutlich durch eigenen Torpedokreisläufer versenkt. |
| U 870  | IX C/40 | 3. Feb. 1944     | 30. März 1945       | † | In Bremen durch US-amerikanische Bomben versenkt |
| U 871  | IX D2   | 15. Jan. 1944    | 26. Sep. 1944       | † | Nordwestlich der Azoren bei 43° 18′ N, 36° 28′ W durch Wasserbomben eines britischen B-17-Flying-Fortress-Flugzeuges (Schwadron 220/P) versenkt (69 Tote) |
| U 872  | IX D2   | 10. Feb. 1944    | 10. Aug. 1944       | A | Am 29. Juli 1944 in Bremen durch US-amerikanische Bomben schwer beschädigt (1 Toter). Am 10. August 1944 außer Dienst gestellt und später abgebrochen |
| U 873  | IX D2   | 1. März 1944     | 16. Mai 1945        | A | Ergab sich am 16. Mai 1945 in Portsmouth (New Hampshire, Vereinigte Staaten). 1948 nach Tests abgebrochen |
| U 874  | IX D2   | 8. Apr. 1944     | 8. Mai 1945         | A | In Horten (Norwegen) an die Royal Navy übergeben und nach Lisahally (Nordirland) überführt. Im Rahmen der Operation Deadlight am 31. Dezember 1945 bei 55° 47′ N, 9° 27′ W versenkt                                                                                                  |
| U 875  | IX D2   | 21. Apr. 1944    | 8. Mai 1945         | A | In Bergen (Norwegen) an die Royal Navy übergeben und nach Lisahally (Nordirland) überführt. Im Rahmen der Operation Deadlight am 31. Dezember 1945 bei 55° 41′ N, 8° 28′ W versenkt                                                                                                  |
| U 876  | IX D2   | 24. Mai 1944     | 3. Mai 1945         | × | Am 9. April 1945 von britischen Bomben beschädigt. Am 3. Mai 1945 in Eckernförde selbst versenkt, 1947 abgebrochen |
| U 877  | IX C/40 | 24. März 1944    | 27. Dez. 1944       | † | Im Nordatlantik, nordwestlich der Azoren, bei 46° 25′ N, 36° 38′ W durch Wasserbomben der kanadischen Korvette HMCS St. Thomas versenkt (keine Toten) |
| U 878  | IX C/40 | 14. Apr. 1944    | 10. Apr. 1945       | † | Im Golf von Biskaya, westlich St. Naizaire (Frankreich) bei 47° 35′ N, 10° 33′ W durch Wasserbomben des britischen Zerstörers HMS Vanquisher und der britischen Korvette HMS Tintagel Castle versenkt (51 Tote)                                                                      |
| U 879  | IX C/40 | 19. Apr. 1944    | 30. Apr. 1945       | † | Östlich Kap Hatteras (Vereinigte Staaten) bei 36° 34′ N, 74° 0′ W durch Wasserbomben der US-amerikanischen Geleitfregatte USS Natchez und der US-amerikanischen Geleitzerstörer USS Coffman, USS Bostwick und USS Thomas versenkt (52 Tote)                                          |
| U 880  | IX C/40 | 11. Mai 1944     | 16. Apr. 1945       | † | Im Nordatlantik bei 47° 18′ N, 30° 26′ W durch Wasserbomben der US-amerikanischen Geleitzerstörer USS Stanton und USS Frost versenkt (49 Tote) |
| U 881  | IX C/40 | 27. Mai 1944     | 6. Mai 1945         | † | Im Nordatlantik, südöstlich Neufundland, bei 43° 18′ N, 47° 44′ W durch Wasserbomben des US-amerikanischen Geleitzerstörers USS Farquhar versenkt (53 Tote) |
| U 882  | IX C/40 |                  | 30. März 1945       | † | In der Werft durch Bomber versenkt |
| U 883  | IX D/42 | 27. März 1944    | 8. Mai 1945         | A | In Wilhelmshaven an die Royal Navy übergeben und nach Lisahally (Nordirland) überführt. Im Rahmen der Operation Deadlight am 31. Dezember 1945 bei 55° 44′ N, 8° 40′ W versenkt |
| U 884  | IX D/42 |                  |                     |   | Bau nie begonnen |
| U 885  | IX D/42 |                  |                     |   | Bau nie begonnen |
| U 886  | IX D/42 |                  |                     |   | Bau nie begonnen |
| U 887  | IX D/42 |                  |                     |   | Bau nie begonnen |
| U 888  | IX D/42 |                  |                     |   | Bau nie begonnen |
| U 889  | IX C/40 | 4. Aug. 1944     | 15. Mai 1945        | A | Ergab sich in Shelburne (Nova Scotia) bei 43° 32′ N, 65° 12′ W der Royal Canadian Navy. Später nach Halifax (Nova Scotia) überführt. Am 10. Januar 1946 der US Navy übergeben, von dieser für Torpedotests genutzt und Ende 1947 versenkt                                            |
| U 890  | IX C/40 |                  | 29. Juli 1944       | × | Während der Ausrüstung in der Werft durch Bombentreffer versenkt |
| U 891  | IX C/40 |                  | 30. März 1945       | × | Während der Ausrüstung in der Werft durch Bombentreffer versenkt |
| U 892  | IX C/40 |                  | 23. Sep. 1944       | × | Bau abgebrochen |
| U 893  | IX C/40 |                  |                     |   | Bau nie begonnen |
| U 894  | IX C/40 |                  |                     |   | Bau nie begonnen |
| U 895  | IX C/40 |                  |                     |   | Bau nie begonnen |
| U 896  | IX C/40 |                  |                     |   | Bau nie begonnen |
| U 897  | IX C/40 |                  |                     |   | Bau nie begonnen |
| U 898  | IX C/40 |                  |                     |   | Bau nie begonnen |
| U 899  | IX C/40 |                  |                     |   | Bau nie begonnen |
| U 900  | IX D/42 |                  |                     |   | Bau nie begonnen |

## U 901–U 950
| Schiff        | Klasse   | Indienststellung | Außerdienststellung |   | Bemerkung |
| ------------- | -------- | ---------------- | ------------------- | - | --- |
| U 901         | VII C    | 29. Apr. 1944    | ca. 15. Mai 1945    | A | In Stavanger an die Royal Navy übergeben. Im Rahmen der Operation Deadlight bei 55° 50′ N, 8° 30′ W versenkt                                                                                        |
| U 902         | VII C    |                  |                     |   | Erhielt auf der Bauwerft AG Vulcan Stettin zwei Bombentreffer. Weiterbau am 22. Juli 1944 annulliert.                                                                                               |
| U 903         | VII C    | 4. Sep. 1943     | 3. Mai 1945         | × | Keine Feindfahrten. In Kiel selbst versenkt, Wrack abgebrochen |
| U 904         | VII C    | 25. Sep. 1943    | 4. Mai 1945         | × | Keine Feindfahrten. In Eckernförde bei 54° 16′ 48″ N, 9° 30′ 36″ O selbst versenkt. |
| U 905         | VII C    | 8. März 1944     | 27. März 1945       | † | Im Nordatlantik bei 58° 20′ 24″ N, 5° 27′ 36″ W von einer britischen Fregatte durch Wasserbomben versenkt (alle 45 Mann tot)                                                                        |
| U 906         | VII C    |                  |                     |   | Vor der Indienststellung durch Luftangriff am 31. Dezember 1944 in Hamburg vor der Bauwerft H. C. Stülcken Sohn versenkt                                                                            |
| U 907         | VII C    | 18. Mai 1944     | 8. Mai 1945         | A | In Bergen an die Royal Navy übergeben. Im Rahmen der Operation Deadlight bei 55° 17′ N, 5° 59′ W versenkt                                                                                           |
| U 908         | VII C    |                  |                     |   | Auf der Helling von H. C. Stülcken Sohn gesamtes Vorschiff durch Volltreffer bei einem Luftangriff am 18. Juni 1944 zerstört. Bau am 22. Juli 1944 annulliert und Wrack nach dem Krieg abgebrochen. |
| U 909 – U 912 | VII C/41 |                  |                     |   | Am 22. September 1942 in Auftrag gegeben. Bau noch vor Beginn am 30. September 1943 ausgesetzt und am 22. Juli 1944 abgebrochen                                                                     |
| U 913 – U 918 | VII C/42 |                  |                     |   | Am 17. April 1943 in Auftrag gegeben. Bau noch vor Beginn am 30. September 1943 ausgesetzt und am 6. November 1943 abgebrochen                                                                      |
| U 919 – U 920 |          |                  |                     |   | Bauauftrag nicht vergeben |
| U 921         | VII C    | 30. Mai 1943     | 2. Okt. 1944        | ? | Im Arktischen Ozean nordwestlich von Narvik verschollen (alle 51 Mann tot) |
| U 922         | VII C    | 1. Aug. 1943     | 3. Mai 1945         | × | Keine Feindfahrten. In Kiel selbst versenkt. 1947 abgebrochen |
| U 923         | VII C    | 4. Okt. 1943     | 9. Feb. 1945        | † | Keine Feindfahrten. In der Kieler Bucht auf eine Mine gelaufen und gesunken (alle 48 Mann tot) |
| U 924         | VII C    | 20. Nov. 1943    | 3. Mai 1945         | × | Schulungsboot. In Kiel selbst versenkt. 1947 abgebrochen. |
| U 925         | VII C    | 30. Dez. 1943    | 18. Sep. 1944       | ? | Im Nordatlantik oder Arktischen Meer verschollen (alle 51 Mann tot) |
| U 926         | VII C    | 29. Feb. 1944    | 1962                | A | Am 8. Mai 1945 in Bergen an die Royal Navy übergeben. Wurde von der norwegischen Marine als KNM Kya in Dienst gestellt, 1962 ausgemustert.                                                          |
| U 927         | VII C    | 27. Juni 1944    | 24. Feb. 1945       | † | Südöstlich von Falmouth auf der Position 49° 27′ N, 4° 27′ W bei Schnorchelfahrt von einem britischen Flugzeug vom Typ Vickers Warwick mit Wasserbomben versenkt (alle 47 Mann tot)                 |
| U 928         | VII C    | 11. Juli 1944    | 8. Mai 1945         | A | Keine Feindfahrten. In Bergen an die Royal Navy übergeben. Im Rahmen der Operation Deadlight bei 56° 3′ 36″ N, 10° 3′ 0″ W versenkt.                                                                |
| U 929         | VII C/41 | 6. Sep. 1944     | 2. Mai 1945         | × | Keine Feindfahrten. In Rostock-Warnemünde selbst versenkt. 1956 gehoben und abgebrochen. |
| U 930         | VII C/41 | 6. Dez. 1944     | 8. Mai 1945         | A | Keine Feindfahrten. In Kiel an die Royal Navy übergeben. Im Rahmen der Operation Deadlight auf der Position 55° 12′ N, 7° 21′ W versenkt.                                                           |
| U 931         | VII C/41 |                  |                     |   | Am 2. April 1942 in Auftrag gegeben, Kiellegung 26. Juni 1943. Bau am 23. September 1944 abgebrochen. Das U-Boot war zu etwa 40 % fertiggestellt und wurde später abgewrackt                        |
| U 932         | VII C/41 |                  |                     |   | Am 2. April 1942 in Auftrag gegeben, Kiellegung 21. August 1943. Bau am 23. September 1944 abgebrochen. Das U-Boot war zu etwa 35 % fertiggestellt und wurde später abgewrackt                      |
| U 933 – U 936 | VII C/41 |                  |                     |   | Am 22. September 1942 in Auftrag gegeben. Bau noch vor Beginn am 30. September 1943 ausgesetzt und am 22. Juli 1944 abgebrochen                                                                     |
| U 937 – U 942 | VII C/42 |                  |                     |   | Am 17. April 1943 in Auftrag gegeben. Bau noch vor Beginn am 30. September 1943 ausgesetzt und am 6. November 1943 abgebrochen                                                                      |
| U 943 – U 950 |          |                  |                     |   | Bauauftrag nicht vergeben |

## U 951–U 1000
| Schiff | Klasse       | Indienststellung | Außerdienststellung |   | Bemerkung |
| ------ | ------------ | ---------------- | ------------------- | - | --- |
| U 951  | VII C        | 3. Dez. 1942     | 7. Juli 1943        | † | Nordwestlich von Kap St. Vincent auf der Position 37° 40′ N, 15° 30′ W von einem amerikanischen Flugzeug vom Typ B-24 Liberator mit Wasserbomben versenkt (alle 46 Mann tot)                                                         |
| U 952  | VII C        | 10. Dez. 1942    | 6. Aug. 1944        | † | In Toulon durch Bomben versenkt |
| U 953  | VII C U-FLAK | 17. Dez. 1942    | 8. Mai 1945         | A | In Trondheim an die Royal Navy übergeben. Nach Erprobung durch die Briten 1950 abgebrochen. |
| U 954  | VII C        | 23. Dez. 1942    | 19. Mai 1943        | † | Südöstlich von Kap Farvel, Grönland, auf der Position 54° 54′ N, 34° 19′ W von zwei britischen Kriegsschiffen mit Wasserbomben versenkt (alle 47 Mann tot, darunter Leutnant zur See Peter Dönitz, Sohn von Großadmiral Karl Dönitz) |
| U 955  | VII C        | 31. Dez. 1942    | 7. Juni 1944        | † | Nördlich von Kap Ortegal, Spanien auf der Position 45° 13′ N, 8° 30′ W von einem britischen Flugboot vom Typ Short Sunderland mit Wasserbomben versenkt (alle 50 Mann tot)                                                           |
| U 956  | VII C        | 6. Jan. 1943     | 8. Mai 1945         | A | In Loch Eriboll, Schottland, der Royal Navy übergeben. Im Rahmen der Operation Deadlight auf der Position 55° 50′ N, 10° 5′ W versenkt.                                                                                              |
| U 957  | VII C        | 7. Jan. 1943     | 21. Okt. 1944       | A | Kollidierte am 19. Oktober 1944 bei der Inselgruppe Lofoten mit einem deutschen Dampfschiff und wurde ausgemustert. 1945 in England abgebrochen.                                                                                     |
| U 958  | VII C        | 14. Jan. 1943    | Aug. 1944           | A | In Kiel ausgemustert. Bei Kriegsende selbst versenkt und 1947 abgebrochen |
| U 959  | VII C        | 21. Jan. 1943    | 2. Mai 1944         | † | Südöstlich von Jan Mayen, beim Angriff auf den Nordmeergeleitzug RA 59 (69° 20′ N, 0° 20′ W) von einem britischen Flugzeug vom Typ Fairey Swordfish durch Wasserbomben versenkt (alle 53 Mann tot)                                   |
| U 960  | VII C        | 28. Jan. 1943    | 19. Mai 1944        | † | Nordwestlich von Algier auf der Position 37° 20′ N, 1° 35′ O von zwei US-Zerstörern, USS Niblack und USS Ludlow, sowie Vickers Wellington (Sqdn. 36) und Lockheed Ventura (Sqdn. 5009) versenkt (31 Tote und 20 Überlebende)         |
| U 961  | VII C        | 4. Feb. 1943     | 29. März 1944       | † | Östlich von Island beim Angriff auf den Nordmeergeleitzug JW 58 (64° 18′ 36″ N, 3° 11′ 24″ W) von einer britischen Sloop mit Wasserbomben versenkt (alle 49 Mann tot)                                                                |
| U 962  | VII C        | 11. Feb. 1943    | 8. Apr. 1944        | † | Nordwestlich von Kap Finisterre bei 45° 25′ 48″ N, 19° 34′ 12″ W von zwei britischen Sloops mit Wasserbomben versenkt (alle 50 Mann tot)                                                                                             |
| U 963  | VII C        | 17. Feb. 1943    | 20. Mai 1945        | × | Vor Nazaré an der portugiesischen Westküste bei 39° 21′ 36″ N, 9° 3′ 0″ W selbst versenkt. Die Mannschaft ging in Kriegsgefangenschaft.                                                                                              |
| U 964  | VII C        | 18. Feb. 1943    | 16. Okt. 1943       | † | Südwestlich von Island bei 57° 16′ 12″ N, 27° 10′ 12″ W von einem britischen Flugzeug vom Typ B-24 Liberator mit Wasserbomben versenkt (47 Tote und drei Überlebende)                                                                |
| U 965  | VII C        | 25. Feb. 1943    | 30. März 1945       | † | Nördlich von Schottland bei 58° 11′ 24″ N, 5° 18′ 36″ W von zwei britischen Fregatten mit Wasserbomben versenkt (alle 51 Mann tot)                                                                                                   |
| U 966  | VII C        | 4. März 1943     | 10. Nov. 1943       | † | Nahe Kap Ortegal von britischen, amerikanischen und tschechoslowakischen Flugzeugen der Typen Vickers Wellington und B-24 Liberator mit Wasserbomben versenkt (acht Tote und 42 Überlebende)                                         |
| U 967  | VII C        | 11. März 1943    | 11. Aug. 1944       | × | In Toulon selbst versenkt (2 Tote) |
| U 968  | VII C        | 18. März 1943    | 16. Mai 1945        | A | In Loch Eriboll, Schottland, an die Royal Navy übergeben. Im Rahmen der Operation Deadlight bei 55° 14′ 24″ N, 6° 13′ 12″ W versenkt.                                                                                                |
| U 969  | VII C        | 29. Mai 1942     | 6. Aug. 1944        | † | In Toulon durch Bomben versenkt |
| U 970  | VII C        | 25. März 1943    | 7. Juni 1944        | † | Westlich von Bordeaux auf der Position 45° 9′ N, 4° 6′ W von einem britischen Flugboot vom Typ Short Sunderland mit Wasserbomben versenkt (38 Tote und 14 Überlebende)                                                               |
| U 971  | VII C        | 1. Apr. 1943     | 24. Juni 1944       | † | Nördlich von Brest bei 49° 0′ 36″ N, 5° 21′ 0″ W von mehreren Kriegsschiffen mit Wasserbomben versenkt (ein Toter und 51 Überlebende)                                                                                                |
| U 972  | VII C        | 8. Apr. 1943     | Jan. 1944           | ? | Verschollen (alle 49 Mann tot) |
| U 973  | VII C        | 15. Apr. 1943    | 6. März 1944        | † | Keine Feindfahrten. Nordwestlich von Narvik, beim Angriff auf den Nordmeergeleitzug RA 57 (70° 24′ 0″ N, 5° 28′ 48″ O) von einem britischen Flugzeug vom Typ Fairey Swordfish mit Raketen versenkt (51 Tote und zwei Überlebende)    |
| U 974  | VII C        | 22. Apr. 1943    | 19. Apr. 1944       | † | Nahe Stavanger bei 59° 5′ 24″ N, 5° 13′ 48″ O von einem norwegischen U-Boot mit Torpedos versenkt (42 Tote und acht Überlebende) |
| U 975  | VII C        | 29. Apr. 1943    | 8. Mai 1945         | A | In Horten an die Royal Navy übergeben. Im Rahmen der Operation Deadlight bei 55° 25′ 12″ N, 9° 0′ 36″ W versenkt. |
| U 976  | VII C        | 5. Mai 1943      | 25. März 1944       | † | Nahe Saint-Nazaire in der Biskaya bei 46° 28′ 48″ N, 2° 25′ 48″ W von einem britischen Flugzeug des Typs De Havilland DH.98 Mosquito versenkt (vier Tote und 49 Überlebende)                                                         |
| U 977  | VII C        | 6. Mai 1943      | 17. Aug. 1945       | A | Schulungsboot. Floh am 10. Mai 1945 mit 2/3 der Besatzung vor den Alliierten und begann eine 66 Tage lange Tauchfahrt Richtung Argentinien, wo es in Mar del Plata am 17. August interniert wurde.                                   |
| U 978  | VII C        | 12. Mai 1943     | 8. Mai 1945         | A | In Trondheim an die Royal Navy übergeben. Im Rahmen der Operation Deadlight auf der Position 56° 6′ N, 10° 3′ W versenkt. |
| U 979  | VII C        | 20. Mai 1943     | 24. Mai 1945        | × | Nahe Amrum bei 54° 21′ 36″ N, 8° 13′ 12″ O auf Grund gelaufen und selbst versenkt. |
| U 980  | VII C        | 27. Mai 1943     | 11. Juni 1944       | † | Nordwestlich von Bergen bei 63° 4′ 12″ N, 0° 15′ 36″ O von einem kanadischen Flugboot vom Typ PBY Catalina mit Wasserbomben versenkt (alle 52 Mann tot)                                                                              |
| U 981  | VII C        | 3. Juni 1943     | 12. Aug. 1944       | † | Bei La Rochelle in der Biskaya bei 45° 24′ 36″ N, 1° 15′ 0″ W von einem britischen Flugzeug des Typs Handley Page Halifax mit Luftminen und Wasserbomben versenkt (12 Tote und 40 Überlebende)                                       |
| U 982  | VII C        | 10. Juni 1943    | 9. Apr. 1945        | † | In Hamburg durch Bomben versenkt |
| U 983  | VII C        | 16. Juni 1943    | 8. Sep. 1943        | × | Keine Feindfahrten. Nach Kollision mit U 988 nördlich von Loba bei 54° 33′ 36″ N, 17° 8′ 24″ O gesunken (fünf Tote und 38 Überlebende)                                                                                               |
| U 984  | VII C        | 17. Juni 1943    | 20. Aug. 1944       | † | Westlich von Brest in der Biskaya bei 48° 9′ 36″ N, 5° 19′ 48″ W durch die kanadischen Zerstörer Ottawa, Kootenay und Chaudiere mit Wasserbomben versenkt (alle 45 Mann tot)                                                         |
| U 985  | VII C        | 24. Juni 1943    | 15. Nov. 1944       | × | Am 23. Oktober 1944 durch eine deutsche Mine schwer beschädigt, in Kristiansand außer Dienst gestellt und abgebrochen |
| U 986  | VII C        | 1. Juli 1943     | 17. Apr. 1944       | † | Südwestlich von Irland bei 50° 5′ 24″ N, 12° 30′ 36″ W von zwei kanadischen Kriegsschiffen versenkt (alle 50 Mann tot) |
| U 987  | VII C        | 8. Juli 1943     | 15. Juni 1944       | † | Westlich von Narvik bei 68° 0′ 36″ N, 5° 4′ 48″ W von dem britischen U-Boot Satyr mit Torpedos versenkt (alle 53 Mann tot) |
| U 988  | VII C        | 15. Juli 1943    | 29. Juni 1944       | † | Westlich von Guernsey bei 49° 22′ 12″ N, 3° 24′ 36″ W von vier britischen Fregatten und Flugzeugen des Typs B-24 Liberator mit Wasserbomben versenkt (alle 50 Mann tot)                                                              |
| U 989  | VII C        | 22. Juli 1943    | 14. Feb. 1945       | † | Bei den Färöer-Inseln bei 61° 21′ 36″ N, 1° 21′ 0″ W von vier britischen Fregatten mit Wasserbomben versenkt (alle 47 Mann tot) |
| U 990  | VII C        | 28. Juli 1943    | 25. Mai 1944        | † | Westlich von Bodø bei 65° 3′ 0″ N, 7° 16′ 48″ W von einem britischen Flugzeug des Typs B-24 Liberator mit Wasserbomben versenkt (20 Tote und 33 Überlebende)                                                                         |
| U 991  | VII C        | 29. Juli 1943    | 8. Mai 1945         | A | In Bergen an die Royal Navy übergeben. Im Rahmen der Operation Deadlight auf der Position 56° 6′ N, 10° 3′ W versenkt. |
| U 992  | VII C        | 2. Aug. 1943     | 8. Mai 1945         | A | In Narvik an die Royal Navy übergeben. Im Rahmen der Operation Deadlight auf der Position 56° 6′ N, 10° 3′ W versenkt. |
| U 993  | VII C        | 19. Aug. 1943    | 4. Okt. 1944        | † | In Bergen während eines britischen Luftangriffs zerstört (2 Tote) |
| U 994  | VII C        | 2. Sep. 1943     | 8. Mai 1945         | A | In Trondheim an die Royal Navy übergeben. Im Rahmen der Operation Deadlight auf der Position 55° 30′ N, 8° 18′ W versenkt. |
| U 995  | VII C/41     | 16. Sep. 1943    | 1965                | A | In Trondheim aufgegeben. War von 1952 bis 1965 als Kaura im Dienst der norwegischen Marine. 1965 dort ausgemustert und an Deutschland zurückgegeben. Seit 1972 als Museumsboot in Laboe auf dem Trockenen.                           |
| U 996  | VII C/41     |                  |                     | A | Am 14. Oktober 1941 in Auftrag gegeben, Kiellegung 25. November 1942, am 22. Juli 1943 zu Wasser gelassen und am gleichen Tag bei einem Luftangriff schwer beschädigt. Das Boot wurde im Jahr 1944 abgewrackt.                       |
| U 997  | VII C/41     | 23. Sep. 1943    | 8. Mai 1945         | A | In Narvik an die Royal Navy übergeben. Im Rahmen der Operation Deadlight auf der Position 55° 30′ N, 10° 3′ W versenkt. |
| U 998  | VII C/41     | 7. Okt. 1943     | 27. Juni 1944       | A | Am 16. Juni 1944 in Bergen durch ein norwegisches Flugzeug des Typs De Havilland DH.98 Mosquito beschädigt. Am 27. Juni 1944 außer Dienst gestellt und teilweise verschrottet.                                                       |
| U 999  | VII C/41     | 21. Okt. 1943    | 5. Mai 1945         | × | In der Geltinger Bucht selbst versenkt. |
| U 1000 | VII C/41     | 4. Nov. 1943     | 29. Sep. 1944       | × | Keine Feindfahrten. Lief noch während der Erprobung am 15. April 1944 in der Ostsee auf eine Mine. Wurde im September außer Dienst gestellt und verschrottet.                                                                        |

## Nächste U-Boot-Serie
- Liste deutscher U-Boote (1935–1945)/U 1001–U 1250